# 新倉パーキングエリア
新倉パーキングエリア（にいくらパーキングエリア）は、埼玉県和光市新倉四丁目にある、東京外環自動車道のパーキングエリア。

## 概要
和光北ICが併設されているが、構造上パーキングエリアからインターチェンジに出ること、およびインターチェンジからパーキングエリアに入ることは不可能。
元々は日本道路公団の管理用施設のために設置し、パーキングエリアとする予定はなかったが、和光ICと三郷JCTの距離が26.7kmあり、休憩施設が必要となったため、急遽パーキングエリアとして設置された。
なお、高谷JCTまで開通した2018年時点でも外環道の休憩施設は当PAのみである。このため、東関東道方面では湾岸幕張PAまで50キロメートル以上にわたり休憩施設が設置されていない。また、外環道が中央自動車道や東名高速道路への延伸・接続が計画され、これに伴って交通量の増加が想定されることから、休憩施設の空白を避ける目的もあって、本パーキングエリアの隣接する空白地を利用して拡張し商業施設などを整備する「和光SA化」構想がある。
本パーキングエリアを境に、大泉方面は片側3車線、三郷方面は片側2車線となる。

## 施設
施設は大泉方面・三郷方面共通で、駐車場の周囲を上下線が共通して周回する構造のため、Uターンも可能。ETCの場合は、Uターンした走行距離に応じた通行料金が用意されている。ただし、最高でも通常走行した場合の外環道の上限料金までの料金徴収で打ち切る。
休憩エリアには大型の植栽があり、植物育成のため太陽光を引き込む採光装置が設置されている。高速道路上からは透明ドーム状の集光装置が見える。
- 管理：ネクスコ東日本エリアトラクト[4]
- 運営：ローソン[5][6]
- 駐車場[5][6]
  - 大型：43台
  - 小型：72台
  - 身障者用
    - 小型：1台

  - バイクは大型の横、PA本屋付近に3台程度の専用駐車スペースがある。
- トイレ[5][6]
  - 男性：大7器(和式0器・洋式7器)・小20器
  - 女性：26(和式1器・洋式25器)
    - 同伴の男児用小便器：2器

  - 身障者用：1
- コンビニエンスストア ローソン新倉PA店（24時間）[5][6][7]
- 自動販売機（24時間）[5][6]
- ハイウェイ情報ターミナル[5][6]
- 喫煙所：2箇所[5][6]
- ETC履歴プリンタ（24時間）[5][6]

## 隣
C3 東京外環自動車道
(2)大泉JCT/IC - (51)和光IC - (52)和光北IC/新倉PA - (53)戸田西IC - (60)美女木JCT